# Alei
L'Alei (en rus Але́й) és un riu del krai de l'Altai de Rússia, afluent per l'esquerra de l'Obi. La seva longitud és de 858 km i la seva conca hidrogràfica és d'uns 21.100 km². Desemboca a l'Obi a 3.461 km de la seva desembocadura, 4 km al nord-est del poble d'Ust-Aleika.

## Geografia
Neix a la Província del Kazakhstan Oriental i poc després entra a Rússia, recorrent un paisatge d'estepa. El seu cabal mitjà interanual és relativament baix, de 33,8 m³/s. El riu serpenteja a través de l'estepa als peus de les muntanyes de l'Altai. Les aigües del riu s'utilitzen pel regadiu. Quan el riu desemboca a l'Obi, té uns 70 metres d'ample i 1,5 metres de profunditat. De novembre a abril el riu està glaçat.

## Hidrografia
El cabal del riu es va mesurar en m³/s a la ciutat d'Aleïsk, a uns 150 quilòmetres de la seva desembocadura.